# Vera Georgijevna Dulova
Vera Georgijevna Dulova (oroszul: Вера Георгиевна Дулова; Moszkva, 1909. január 27. – Moszkva, 2000. január 5.) orosz hárfaművész, hárfatanár, az ún. Dulova-iskola névadója.

## Élete
Az államalapító Rurik-dinasztiához tartozó hercegi családba született. Nagyanyja Alekszandra Zograf-Dulova zongoraművész és zongoratanár volt, akinek Csajkovszkij szalonpolkát ajánlott (op. 9), és aki Nyikolaj Rubinstejnt is tanította. Apja, Georgij Nyikolajevics Dulov hegedűművész 1896-1901 között a Mecklenburg Herceg Kvartett második hegedűseként szerepelt, majd a Moszkvai Konzervatórium professzora lett. Anyja, Marija Dulova (Bukovszkaja) a Mariinszkij Színház szoprán énekese volt. Szülei 1900 körül TBC-ben megbetegedtek, ami a művészi karrierjüket tönkre tette. A család ekkor Szentpétervárról Moszkvába költözött.
Dulova testvéreivel együtt magas szintű zenei képzést kapott. Kezdetben zongorázni és csellózni tanították, de ezeket a hangszereket nem kedvelte meg. Szülei ekkor elvitték Kszenyija Erdeli hárfatanárhoz, aki vállalta a tanítását, és így 1920-ban a Moszkvai Konzervatórium hallgatója lett. Első koncertjét 12 évesen adta. Keresetével hozzájárult a család megélhetéséhez, ami a háborús körülmények miatt megnehezült.
A szinte még gyermek Dulova sikereit a jól kezelte. Még többet tanult, koncertekre, múzeumokba járt, és más gyerekeket is tanított. Hárfatanulmányait később Berlinben folytatta. 1922-től 1925-ig Maria Korcsinszkaja tanítványa volt, 1929-ben pedig Max Saale oktatta.
Miután visszatért a Szovjetunióba, a Bolsoj Színházba került, ahol 1934-1985 között a zenekar szólistájaként működött. Férje a Sztálin-díjas énekes, Alekszandr Baturin (1904-1983) volt, a harmincas években házasodtak össze.
Hercegi származása ellenére Dulova nem emigrált a Szovjetunióból, büszkén képviselte a hazáját külföldön, és a szovjet hatalom megbecsülte.

## Munkássága
1935-ben a II. Összunióbeli zenei versenyen megosztva első díjat nyert Marija Gorelova hárfással. Ezután számtalan koncertet adott a Szovjetunióban – férjével közösen is –, és ismert és népszerű művész lett. 1942-ben a Nagy Honvédő Háború idején közreműködött a Bolsoj menekítésében. 1955-ben megkapta a „Tiszteletbeli Sarkkutató” címet, amikor művészeti akciót szervezett, hogy egy „sodródó kutatóállomás” munkáját segítse.
Kezdetben az Állami Zenei és Pedagógiai Intézet tanára volt. 1943-ban a Moszkvai Konzervatóriumba került, ahol 1958-ban tanári címet kapott. Tanítványai között volt Emilija Moszkvityina, Olga Ortenberg, Natalija Samejeva és más neves hárfások. Diákjai kb. 30 versenyt és fesztivált nyertek meg a Szovjetunióban és világszerte. 1948-ban egykori tanítványai, Alekszej Kapljuk és Szergej Majkov megtervezte az első szovjet hárfát, és Dulovát szakértőnek kérték fel.
1964-ben az egyik alapítója volt az Összoroszországi Hárfa Társaságnak. 1997-ben ő volt az elnök az első Moszkvai Nemzetközi Hárfaversenyen.
A II. világháború után egy ideig nem utazhatott külföldre. Miután utazni engedték, bejárta az egész világot, hangversenyezett és számos hárfaversenyen zsűrizett. 1964-ben például Würtzler Arisztid meghívására Hartfordba ment. A hatvanas évektől kezdve Hollandiában, Németországban, Spanyolországban, Magyarországon, Bulgáriában, Kínában, az Egyesült Államokban, Brazíliában, Venezuelában és másutt is ún. Dulova-iskolák alakultak, ahol speciális hárfatechnikáját sajátították el a hallgatók.  Az iskolákba rendszeresen ellátogatott és mesterkurzusokat is vezetett. A magyar hárfaművészek közül Felletár Melinda és Lelkes Anna Moszkvában Dulova-tanítvány volt.
Repertoárja 300 darabból állt, és maga is készített átiratokat, illetve tankönyvet és hárfagyakorlatokat is írt. Számos  szovjet és külföldi kortárs szerző – pl. Alekszandr Moszolov, Szergej Vaszilenko, Lev Knipper, Jevgenyija Golubeva, Paul Hindemith, Heitor Villa-Lobos, Benjamin Britten és André Jolivet. Sosztakovics évtizedeken át bensőséges barátja volt.
1973-ban Szovjetunió állami díjas lett, 1976-ban a Szovjetunió Népi Művésze elismeréssel tüntették ki.